# هلم‌اشتات
شهر هلم‌اشتاتدر ایالت نیدرزاکسن در کشور آلمان واقع شده‌است.

## نگارخانه

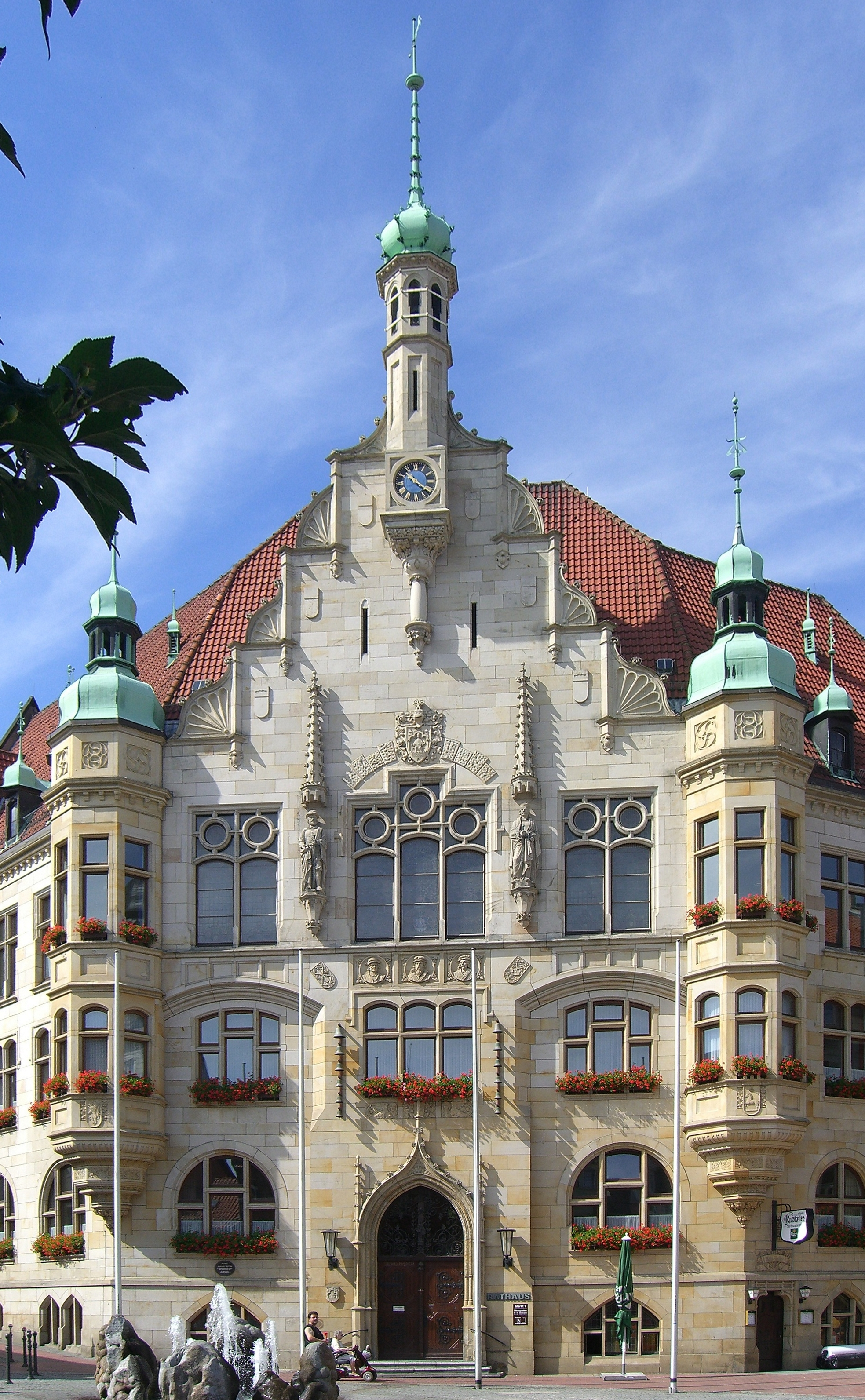
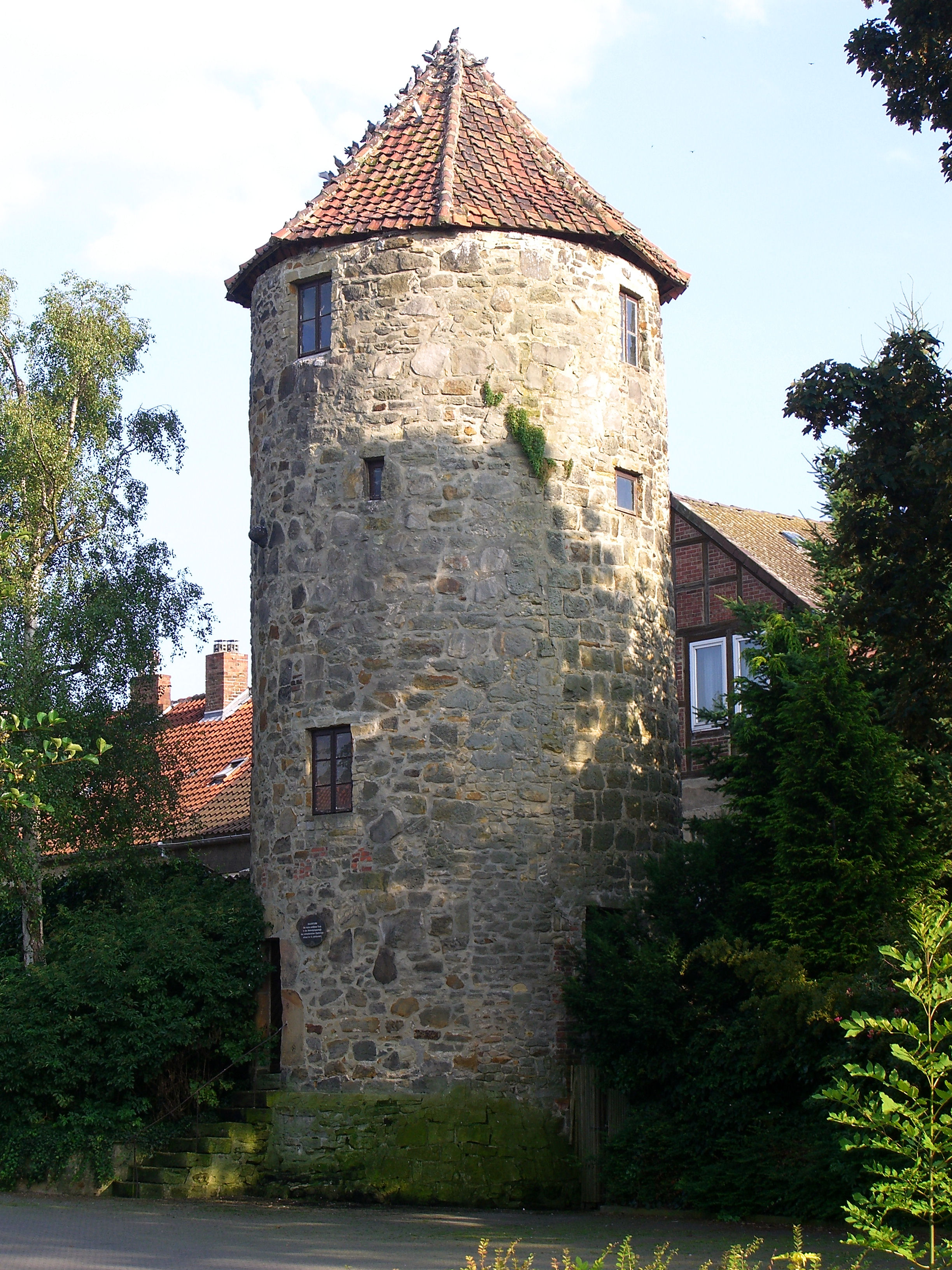
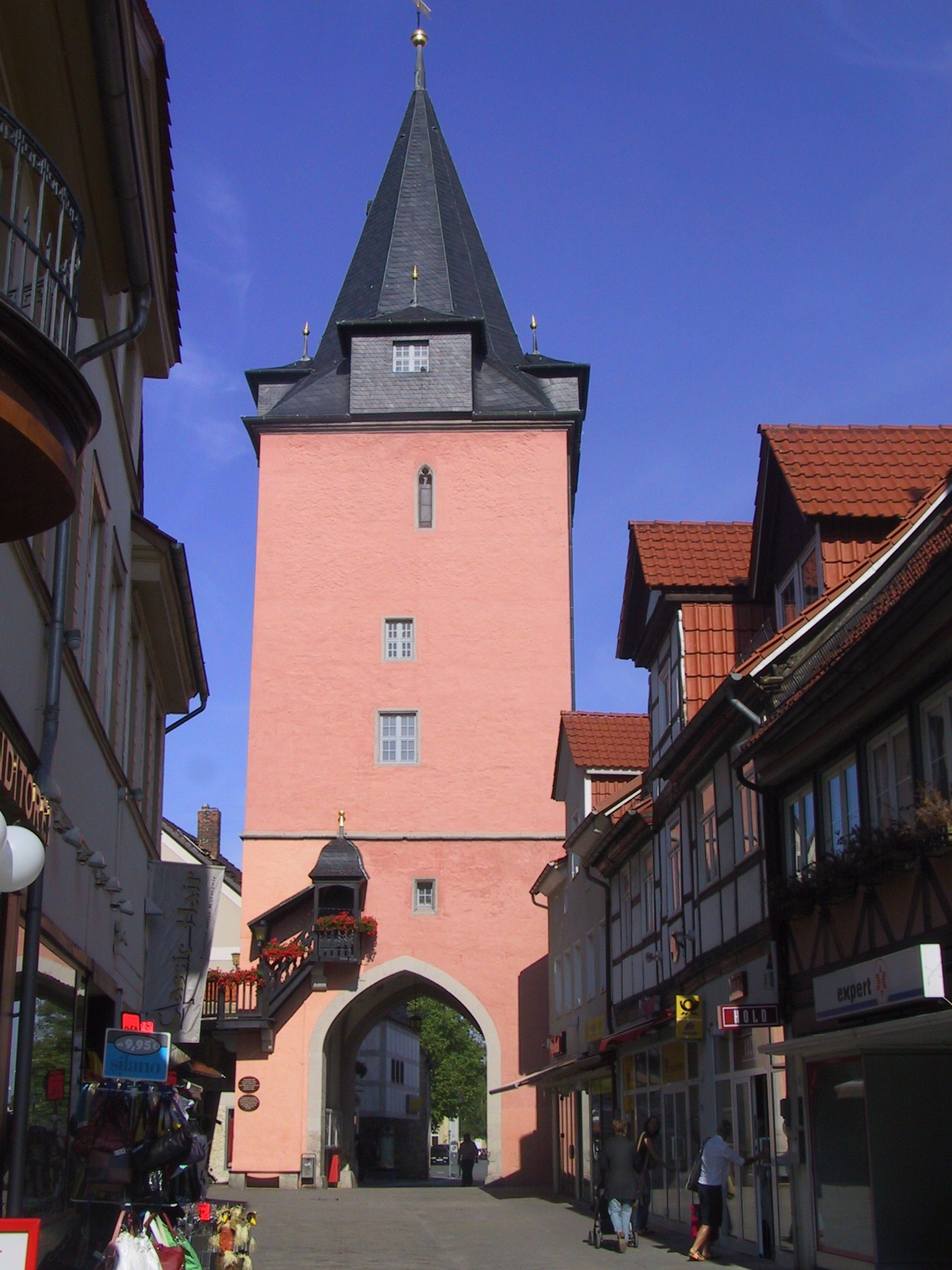
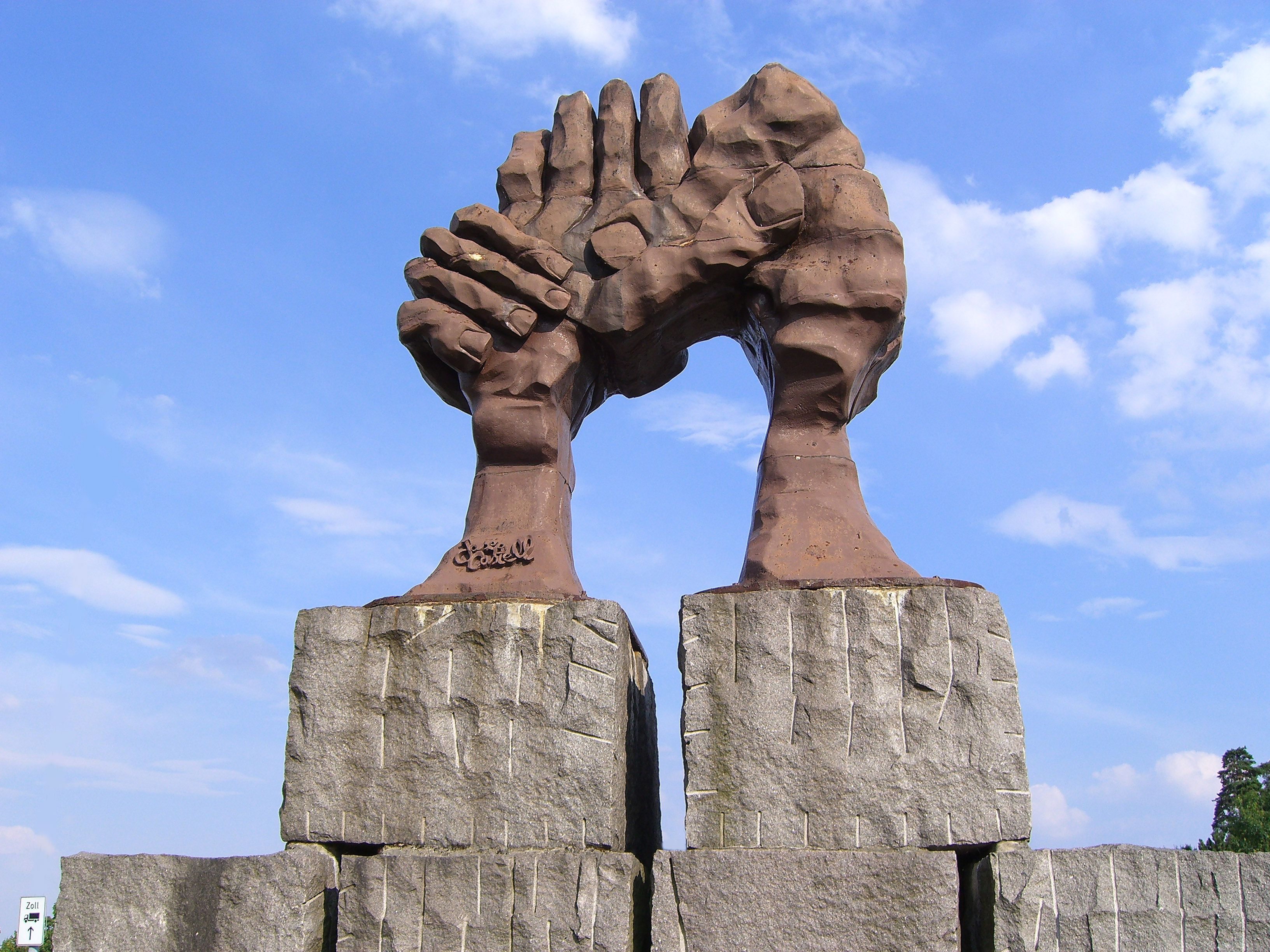